# Argentit

Az argentit (névváltozatai: lágyezüstérc, üvegérc) ezüst-szulfid. A fémgazdag egyes kénanionnal rendelkező szulfidásványegyüttes tagja. 177 °C-on dimorf változata az akantit. Monoklin és szabályos kristályrendszerű.  Hexaéderes és oktaéderes kristályai gyakran torzult lapokkal határoltak, a kristálycsúcsok és élek legömbölyítettek. Lemezes, elágazó szabálytalan ágakban, hajszerű fonatokban, tömött összeállt csoportokban vagy porszerű tömegekben is megtalálható. Agricola már 1529-ben leírta egyes előfordulásait. A legfontosabb ezüst ércásvány. Rendszerint termésezüsttel együtt fordul elő. Gyakran társul szelén és tellúr ércásványokkal valamint ólom és rézércekkel.

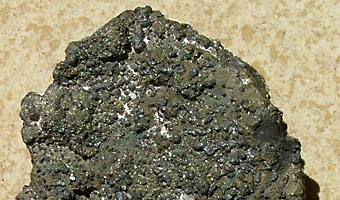
Tömeges akantit kristálycsoport
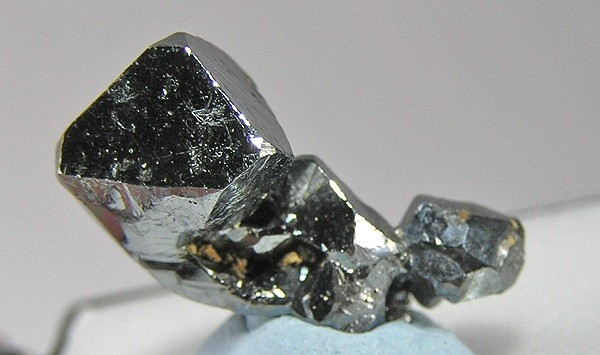
Akantit

## Összetétele
- Ezüst (Ag): 87,1%.
- Kén (S): 12,9%.

## Elnevezése és keletkezése
Elnevezés a magas ezüsttartalomra utal. Hidrotermás és metaszomatikus keletkezésű. Szulfidos ércek oxidációs zónájában is képződik, de telér kitöltésekben is ismert.
Hasonló ásványok: a kalkozin és a galenit.

## Előfordulásai
Németországban szászországi Annaberg közelében, Freibergben, az Érchegységben Oberschlema vidékén, a Fekete-erdő térségében valamint a Harz-hegységben több helyen.  Angliában Cornwall vidékén. Norvégia területén Kongsberg környékén. Szlovákiában Selmecbánya (Banska Stiavnica), Körmöcbánya (Banska Kremnica) és a Gömör-szepesi érchegységben több helyen valamint Hodrusbánya (Banska Hodrusa) területén. Csehország területén Jachymov, Karlovy Vary, Pribram és Kutnahora közelében.  Romániában Kapnikbánya, Nagyág és Verespatak közelében.  Olaszországban Szardínia-szigetén. Nagyobb mennyiségben fordul elő Spanyolországban, Ukrajnában a Dombasz vidékén. Oroszország területén az Altaj vidékén. Az Amerikai Egyesült Államok Colorado Utah szövetségi államokban, a világ legjelentősebb előfordulása Nevada szövetségi állam  Comstock elnevezésű 1,3-1,6 méter vastagságú nagy kiterjedésű telérében található. Kanadában az Alberta tartományi Cammrock közelében. Jelentős előfordulásai vannak Mexikó területén a Botapilas melletti Réz-kanyonban, Peru, Bolívia, Honduras és Japán területén.
Kísérő ásványok: nikkelin. termésezüst, sziderit, galenit, pirit, kalkopirit, rodokrozit, barit, szfalerit, cerusszit és kalcit.

## Előfordulásai Magyarországon
Rudabánya bányatérségeiben több helyen megtalálták. Szabadbattyán térségében az ércesedett zónákban galenittel és cerusszittal argentit és módosulata az akantit is előfordul. Telkibánya Kánya-hegy telércsoportjaiban hintett formában található. A Nagyvisnyó közeli Szentlélek és Farkasnyak elnevezésű területek metaszomatikus szulfidos ércesedései tartalmaznak argentitet.